# Karma (Pharoah-Sanders-Album)
Karma ist ein 1969 entstandenes Musikalbum des US-amerikanischen Saxophonisten Pharoah Sanders auf dem Label Impulse! Records. Es enthält die erste, gut halbstündige Version seiner bekanntesten Komposition The Creator Has a Master Plan, geschrieben mit Sänger Leon Thomas. Es gilt sowohl als die „späte Hymne des New Thing in Jazz“, als auch als die Beschwörung von „Peace und Happiness“ nach Hippie-Art.

## Entstehungsgeschichte
Karma ist das dritte Album von Sanders unter eigenem Namen. Seit dem Tod von John Coltrane 1967 war er vor allem mit Alice Coltrane und dem Jazz Composer’s Orchestra in Erscheinung getreten. Zu Beginn des Jahres 1969 war ihm angeboten worden, seinem Album Tauhid (1966) ein weiteres Album auf dem Impulse!-Label folgen zu lassen. Nachdem er einen Monat vorher das Album Izipho Zam in einer großformatigen Besetzung für das kleine Label Strata-East eingespielt hatte, nahm er das Album Karma mit einem Nonett bzw. Septett in zwei Aufnahmesitzungen am 14. und am 19. Februar 1969 auf. Aufgenommen wurde neben den beiden veröffentlichten Stücken noch eine dritte Komposition, Light of Love, die jedoch nicht auf dem Album veröffentlicht wurde.

## Die Titel
1. The Creator Has a Master Plan (Sanders, Thomas) (32:45)[6]
2. Colors (Sanders, Thomas) (5:37)

Auf dem von Charles Stewart aufgenommenen Titelfoto ist Pharoah Sanders in einer Yogapose abgebildet; ein weiteres Foto mit Sanders im Lotussitz ist beigelegt. Das Album dokumentiert zwar die Texte der beiden Stücke, enthält jedoch keine Liner Notes.

## Inhalte
Die Musik des Albums ist „teils tonal, teils modal“, geht stellenweise in die Tonsprache des freien Jazz über und weist zugleich auch „Eigenarten anderer Musikkulturen“ auf: In den zeitgenössischen Besprechungen wird besonders auf „von der orientalischen Musik angeregte Beschwörungsformeln“ verwiesen, insbesondere aber auf Afrikanismen – die damals noch ungewöhnliche „afrikanisch gefärbten perkussiven Akzentuierung“ und das afrikanisch geprägte Singen von Thomas. Leidenschaftliche Ausbrüche aus konventionellen musikalischen Strukturen und ein „überraschend friedliches, spirituelles und freundliches Spiel“ wechseln sich ab.
Das Album bewegt sich zwischen den beiden Polen der damaligen Jazzproduktionen: Einerseits orientierte es sich an den spontanen Jam-Session-artigen Aufnahmen, wie sie für Alben wie  Free Jazz: A Collective Improvisation oder Ascension typisch waren und die nur wenig im Studio nachbearbeitet wurden; andererseits strukturierte Sanders den Aufbau des Stückes vor und kalkulierte sehr bewusst die Bearbeitungstechniken, die Alben wie The Black Saint and the Sinner Lady oder Bitches Brew auszeichnen, ein. Nach Ansicht von Trevor MacLaren ist The Creator Has a Master Plan „einer der feinsten und bestausgeführten und nachbearbeiteten Jams, die je auf Platte aufgenommen wurden“, auch wenn Sanders später Kritik an der Spur-Belegung der Aufnahme äußerte: Saxophon und Bass liegen übereinander und können daher nur schwer getrennt wahrgenommen werden. Daher war es zum damaligen Zeitpunkt auch kaum möglich, bei der Nachbearbeitung das Saxophon deutlicher herauszustellen.
Leon Thomas wies darauf hin, dass dieses Album eine neue Qualität in den Free Jazz brachte: „Bis dahin waren es die Blasinstrumente, die neue Dimensionen in Klang und Ausdruck erkundeten.“ Hier jedoch wäre eine Gesangsstimme dem Saxophon gleichgestellt. Sehr früh hat die Kritikerin Gudrun Endress darauf verwiesen, dass erstmals im neuen Jazz der Reichtum der menschlichen Stimme präsentiert wurde: „Die Platte Karma zeigt das ganz deutlich im Miteinander und Gegeneinander von Instrument und Stimme.“

### The Creator Has a Master Plan

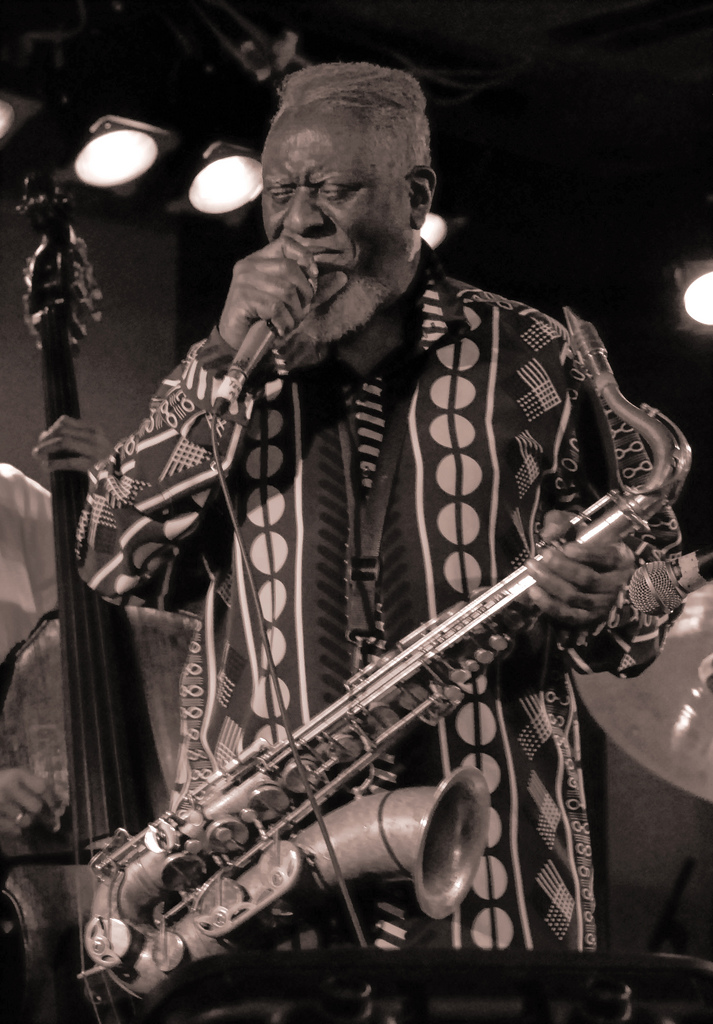
Pharoah Sanders (2006)

Im Zentrum von Karma steht das am 14. Februar 1969 aufgenommene halbstündige The Creator Has a Master Plan. Das ausgedehnte Stück schrieb Sanders 1968 gemeinsam mit Sänger Leon Thomas, der den Text verfasste. Das Thema der Komposition wurde zunächst 1968 von Sanders bei seinen eigenen Auftritten in New York als Erkennungsmelodie gespielt und hieß Pisces Moon. Teilweise kann die Komposition als eine Variante von John Coltranes Album A Love Supreme begriffen werden, zumal dessen Anfangsmotiv in dem Stück, das auf den gleichen Harmonien beruht, zitiert wird. Als Sanders 1968 in Brooklyn Leon Thomas begegnete, der damals mit Randy Weston arbeitete, bat er ihn, für das Stück einen Text zu schreiben. Der ursprüngliche Entwurf sagte Sanders jedoch nicht zu, und er bat Thomas, „etwas Spirituelleres“ zu schreiben. Angeblich gab es hinsichtlich der Urheberschaft auch „Streit und Zerwürfnis“. Nach Angaben von Christian Broecking „reagiert Pharoah Sanders empfindlich auf die Frage, wer von beiden nun der eigentliche Creator vom Masterplan war.“
Anders als in zahlreichen späteren Versionen des Stücks wird auf Karma nur der Refrain des Textes verwendet:
The creator has a master plan

peace and happiness for every man.

The creator has a working plan

peace and happiness for every man.

The creator makes but one demand

happiness through all the land.

Der Schöpfer hat einen Masterplan:

Friede und Glück für Jedermann.

Der Schöpfer hat einen Arbeitsplan:

Friede und Glück für Jedermann.

Der Schöpfer stellt nur eine Forderung auf:

Glück soll sein im ganzen Land.

    (Eigene Übersetzung)
Für Karma wurde das Stück zum ersten Mal (am 14. Februar 1969) eingespielt. Es beginnt direkt mit einer hymnischen Stimmung und intensiven Saxophonausbrüchen, die an Coltrane erinnern. Dann setzt der Bass ein und spielt ein Riff, das aus dem ersten Teil von A Love Supreme stammt. Die Flöte stellt das auf zwei Akkorden beruhende Thema von The Creator vor, über das dann das Saxophon, getragen von den weiteren Instrumentalisten improvisiert. Erst nach beinahe acht Minuten setzt die Stimme von Leon Thomas ein, der einzelne Zeilen des Liedtextes wie ein Mantra vorträgt und dann in Jodeltechnik Scat singt, bevor Sanders wieder eine hymnische Stimmung erzeugt. Dann beginnt ein zweiter Durchgang durch das Stück mit einigen Ausbrüchen von Sanders. Ab der Mitte des Stücks entwickelt sich dann eine freie und sehr intensive Improvisation, bei der auf durchlaufende Harmonien verzichtet wird. Der Jodelscat von Leon Thomas entwickelt sich zu beeindruckend „wilden Fluktuationen von Knacklauten und dahinfließenden Worten“. Nach 19 Minuten (vor der digitalen Veröffentlichung die zweite Plattenseite der LP) entwickelt sich eine typische Free-Jazz-Climax, aus der Sanders „mit geradezu traumwandlerischer Sicherheit für musikalische Übergänge“ zurück „in den Bereich der Ruhe und Ausgeglichenheit“ führt, wenn etwa vier Minuten vor Schluss nach Art einer Reprise das Thema wieder auftaucht: „Ein Sturm ebbt langsam ab und zurück bleibt der Mensch in einer veränderten Welt. Es ist der Wille des Schöpfers, das jeder in Glück und Frieden lebt.“
Trotz der Nonettbesetzung und Leon Thomas’ warmen Gesangs ist Sanders der eigentliche Solist, der beinahe die gesamte Länge des Stückes über die Hauptlast von Melodieführung, Struktur und Improvisation trägt. Mit seinem Ensemble erzeugt er ein breites Stimmungsspektrum, das über weite Strecken sehr lyrisch ist und viele Anklänge an Coltranes spirituelle Phase enthält. Sanders scheint der „Sekretär der Geister“ zu sein, der „bescheidene Umspanner ihrer Energien“.

### Colors
Das zweite Stück Colors, für das ebenfalls Sanders und Thomas als Urheber zeichnen, wurde am 19. Februar 1969 aufgenommen; das Ensemble ist kleiner, weil auf die Klangfarben von Flöte und zusätzlicher Perkussion verzichtet wurde, und es gibt auch Abweichungen in der Besetzung der Rhythmusgruppe. Trotz des naiven Texts wirkt diese Komposition wie eine glaubhafte Fürbitte, was die spirituelle Grundströmung des Albums weiter unterstreicht: „Gott schickt uns seinen Regenbogen, und ich sehe seine Farben. Ohne ihn gibt es keine Harmonie“, heißt es im Text von Leon Thomas. Dieses Stück wurde „wohl mit Bedacht als besinnlicher Ausklang“ als zweites Stück angefügt; auch bei der Interpretation dieses Stücks „wurden die Ausdrucksmittel gewählt, die schon John Coltrane gebrauchte.“

## Chart- und wirtschaftliche Erfolge
Das Album erreichte Platz 5 der US-amerikanischen Jazz-Charts und Platz 188 der amerikanischen Billboard-Charts im Bereich der populären Musik.
Karma verkaufte sich „besser als manches Rockalbum“. Der ökonomische Erfolg von Karma brachte Sanders einen festen Platten-Vertrag mit ABC-Paramount, der Mutterfirma von Impulse.
Die deutsche Ausgabe des Musikmagazins Rolling Stone wählte das Album 2013 in seiner Liste Die 100 besten Jazz-Alben auf Platz 4.

## Wirkung

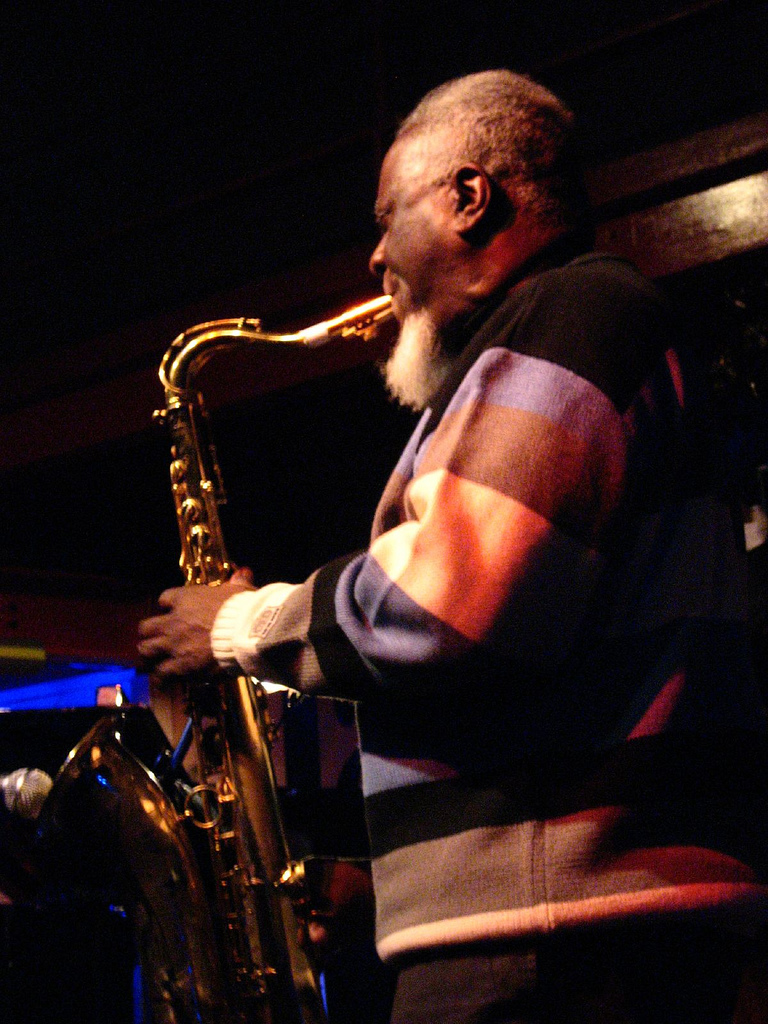
Pharoah Sanders (2008)

Bereits im August 1969 wurde Karma in der deutschen Fachzeitschrift Jazz Podium als „Platte des Monats“ gewürdigt. Dabei wird besonders herausgestellt, dass Sanders mit dieser Platte das Werk von John Coltrane fortsetze: Er habe dem Stück The Creator Has a Master Plan „nicht nur ein Thema zugrundegelegt, das dem Weltbild und der spirituellen Vorstellung Coltranes entspricht, sondern er bedient sich auch die gleichen musikalischen Mittel, um seinen Gedanken und Gefühlen Ausdruck zu verleihen.“
„Kaum eine Jazzaufnahme hat die Aufbruchstimmung jener Tage so genau eingefangen“, analysiert im Rückblick der Jazzkritiker Christian Broecking. Dabei würden „friedensbewegtes Flower Power und Suche nach spiritueller Innerlichkeit“ (Marcus A. Woelfle) umspannt. Die Poetin Sarah Webster Fabio nahm 1976 in ihrer Dichtung Jujus: Alchemy of the Blues hierauf ausdrücklich Bezug.
Die Platte wurde „zur späten Hymne“ der freien Jazzavantgarde (Christian Broecking). Sanders selbst sei ein einziger großer Song, schrieb 1969 der afroamerikanische Aktivist und Dichter Larry Neal in seiner Besprechung von Karma, die in der von Amiri Baraka gegründeten Zeitschrift Cricket erschien. Es handele sich um eine „musikalische Predigt“, für die ein eigener Tempel benötigt werde.
Egal ob man die Musik von Sanders mag oder nicht, stellt Trevor MacLaren in seiner Besprechung des Albums für Allmusic fest, wer diese Aufnahme gehört habe, könne seine musikalische Vision nicht verneinen. Es handele sich um ein Album, das jeder ernsthafte Jazzfreund gehört haben müsse. Scott Yanow nannte es im All Music Guide Jazz eine wahre Rarität, einen „Avantgarde-Hit“, „Free Jazz für das breite Publikum“, und zeichnete das Album mit der höchsten Note von fünf Sternen aus. Die Musikzeitschrift Jazzwise nahm das Album in die Liste The 100 Jazz Albums That Shook the World auf.
In der Besprechung im Jazz Podium 1969 wird eine eklektizistische Haltung von Sanders mit einer angeblichen Orientierung an Coltrane gerechtfertigt: „Im Gegensatz zu anderen Free-Jazz-Strömungen zeichnet sich aber bei Sanders … deutlich ab, dass keineswegs einseitig nach dem Free-Jazz-Ideal geschrieben und gespielt, sondern von den Resultaten der verschiedenen Entwicklungsstadien des Jazz Gebrauch gemacht wird.“
Kritik am ästhetischen Ansatz von Sanders und den diesem unterstellten „kommerziellen Implikationen“ wurde ebenfalls geübt: Er versuche zwar, „die Aylersche Gegenüberstellung von Themen und Improvisationen mit den beschwörenden Repititionen und Progressionen Coltranes zu versöhnen, indem er die Themen als Vehikel von Steigerungen benutzt, die in frenetischen Improvisationen explodieren.“ Während er so diese beiden unterschiedlichen musikalischen Ansätze in einer „Synthese aufheben“ wolle, falle er insofern hinter „den Stand der fortgeschrittensten Free-Jazz-Musiker zurück …, als für ihn die Wiederholung eines vorgegebenen melodischen Segments eine Aufwertung des Konzepts von Thematik beinhaltet.“

## Coverversionen vonThe Creator Has a Master Plan
Leon Thomas veröffentlichte auf seiner Platte Spirits Known and Unknown (1969) eine kürzere Version des Stückes, ebenfalls mit Pharoah Sanders am Tenorsaxophon und weiteren Musikern von Karma; auch trug Thomas das Stück in einer knapp neun Minuten dauernden Version auf den Berliner Jazztagen 1970 vor (Leon Thomas in Berlin). Bereits 1970 erschienen auch die ersten Cover-Versionen: Louis Armstrong sang das Stück auf dem Album Louis Armstrong & Friends, das von Bob Thiele anlässlich seines 70. Geburtstags produziert wurde, wobei er von Leon Thomas und einer Bigband unter Oliver Nelson unterstützt wurde; auch Don Cherry nahm das Stück auf (zuerst bereits 1969 in Ankara, dann 1972 in Schweden), wobei er aus dem androzentrischen „every man“ ein „every one“ machte. Weitere Versionen folgten von King Crimson, bei den Summit Studios im Jahre 1972, Krokodil (1970), Tommy Bolin und Zephyr (1973), Norman Connors (1975, 1977 mit Gary Bartz), The Gun Club (1984), Jamaaladeen Tacuma (1986), Bobby Matos & Heritage Ensemble (1993), Howard Johnson (1995) und von Jeri Brown (1998, im Duett mit Leon Thomas). Die Band Santana hatte das Stück 1973 im Live-Programm; es wurde jedoch keine offizielle Aufnahme davon veröffentlicht. In den letzten Jahren wurde das Stück, nach dem 1994 ein stark gekürztes Trip-Hop-Remix des Originals auf dem Acid-Jazz-Sampler „Stolen Moments: Red, Hot and Cool“ erschien, auch von Galliano und den Brooklyn Funk Essentials gecovert. Joey DeFrancesco nahm den Titel mit Sanders neu auf; er erschien 2019 auf dem Grammy-nominierten Album In the Key of the Universe.